# Světový pohár družstev
Světový pohár družstev (anglicky World Team Cup) byl tenisový turnaj hraný v letech 1978–2012. Představoval mistrovství světa tenisových družstev mužů pořádané Asociací profesionálních tenistů a byl považován za druhou nejdůležitější týmovou soutěž po Davisově poháru. V říjnu 2012 byla soutěž ukončena pro finanční potíže. V sezóně 2013 na ni v témže areálu navázal profesionální turnaj Power Horse Cup.
Turnaje se účastnilo osm družstev, která byla nominována na základě pořadí dvou nejlépe umístěných hráčů světového žebříčku v závěrečné klasifikaci předchozí sezóny. Soutěž se hrála na antukových dvorcích Rochusclubu v německém Düsseldorfu jako největší sportovní událost regionu, s průměrnou návštěvností 75 tisíce diváků. Televizní přenos směřoval do 160 zemí světa. Československo vyhrálo dvakrát. V roce 1981 získali titul Pavel Korda, Ivan Lendl, Tomáš Šmíd a Pavel Složil a v roce 1987 pak Tomáš Šmíd, Milan Šrejber, Miloslav Mečíř a František Pála. Nejvyšší počet pěti titulů získalo Německo.
Do roku 2010 byla sponzorem společnost ARAG Insurance Group, následující ročník 2011 byl původně zrušen. V lednu 2011 se podařilo zajistit nového sponzora firmu Power Horse, ale soutěž po dalších dvou odehraných letech zanikla v roce 2012.
V lednu 2018 bylo zvažováno obnovení turnaje od roku 2019 či 2020 za podpory australského svazu Tennis Australia. Nakonec ATP rozhodla o založení nové týmové soutěže ATP Cupu, která se hrála v letech 2020–2022. Následně na ni navázalo mistrovství smíšených družstev United Cup, se spolupořadatelstvím Ženské tenisové asociace.

## Vývoj názvu
- 1978–1986: Ambre Solaire World Team Cup, titulární partner L'Oréal
- 1987–1999: Peugeot World Team Cup, titulární partner Peugeot
- 2000–2010: ARAG World Team Cup, titulární partner pojišťovna ARAG
- 2011–2012: Power Horse World Team Cup, titulární partner výrobce energetických nápojů Power Horse[1]

## Přehled finále

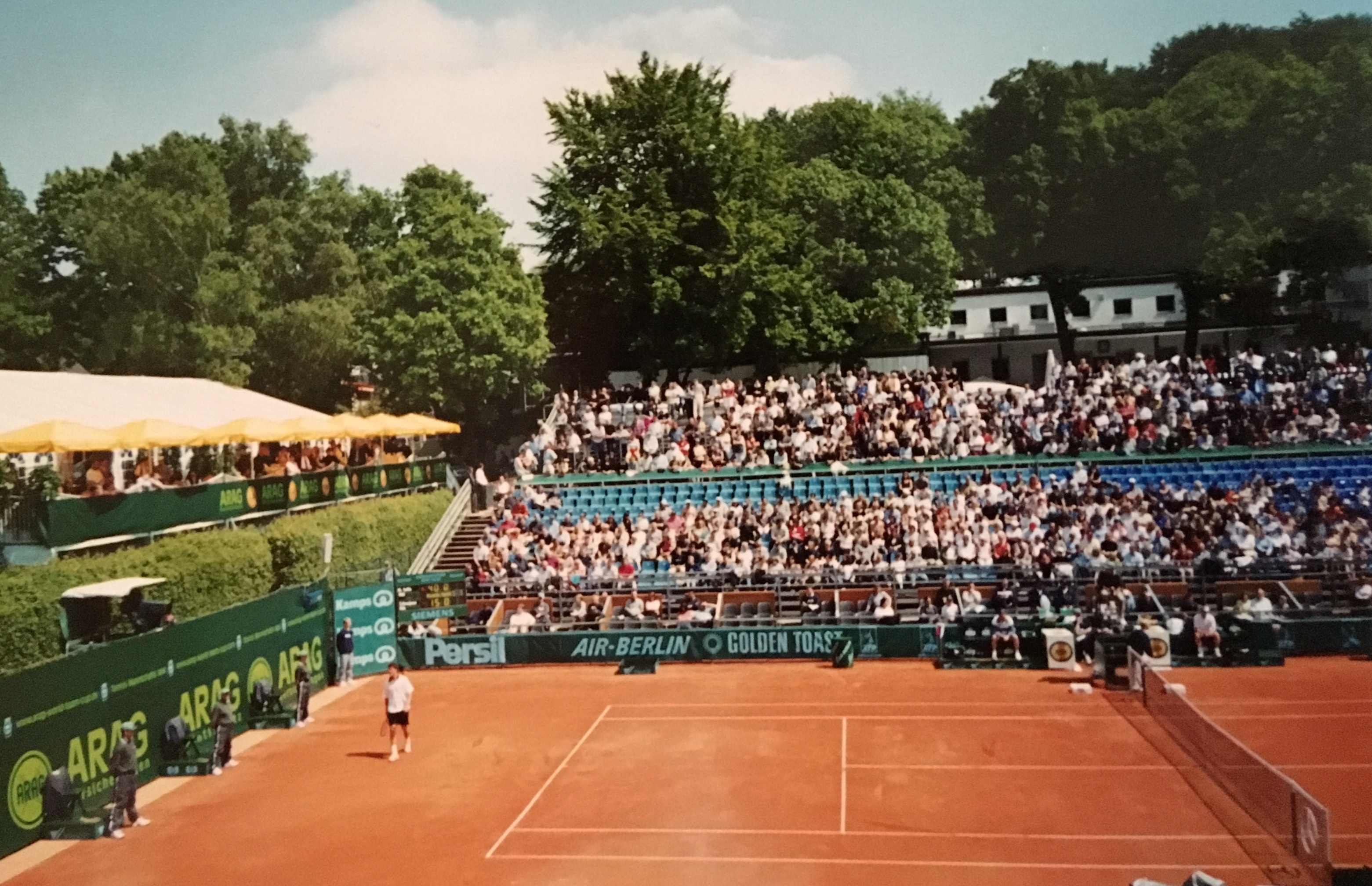
Zápas Safina s Grosjeanem, 2001

| Rok  | vítěz          | finalista      | výsledek |
| ---- | -------------- | -------------- | -------- |
| 1978 | Španělsko      | Austrálie      | 2–1      |
| 1979 | Austrálie      | Itálie         | 2–1      |
| 1980 | Argentina      | Itálie         | 3–0      |
| 1981 | Československo | Austrálie      | 2–1      |
| 1982 | Spojené státy  | Austrálie      | 2–0      |
| 1983 | Španělsko      | Austrálie      | 2–1      |
| 1984 | Spojené státy  | Československo | 2–1      |
| 1985 | Spojené státy  | Československo | 2–1      |
| 1986 | Francie        | Švédsko        | 2–1      |
| 1987 | Československo | Spojené státy  | 2–1      |
| 1988 | Švédsko        | Spojené státy  | 2–0      |
| 1989 | Německo        | Argentina      | 2–1      |
| 1990 | Jugoslávie     | Spojené státy  | 3–0      |
| 1991 | Švédsko        | Jugoslávie     | 2–1      |
| 1992 | Španělsko      | Česko          | 2–0      |
| 1993 | Spojené státy  | Německo        | 3–0      |
| 1994 | Německo        | Španělsko      | 2–1      |
| 1995 | Švédsko        | Chorvatsko     | 2–1      |
| 1996 | Švýcarsko      | Česko          | 2–1      |
| 1997 | Španělsko      | Austrálie      | 3–0      |
| 1998 | Německo        | Česko          | 3–0      |
| 1999 | Austrálie      | Švédsko        | 2–1      |
| 2000 | Slovensko      | Rusko          | 3–0      |
| 2001 | Austrálie      | Rusko          | 2–1      |
| 2002 | Argentina      | Rusko          | 3–0      |
| 2003 | Chile          | Česko          | 2–1      |
| 2004 | Chile          | Austrálie      | 2–1      |
| 2005 | Německo        | Argentina      | 2–1      |
| 2006 | Chorvatsko     | Německo        | 2–1      |
| 2007 | Argentina      | Česko          | 2–1      |
| 2008 | Švédsko        | Rusko          | 2–1      |
| 2009 | Srbsko         | Německo        | 2–1      |
| 2010 | Argentina      | Spojené státy  | 2–1      |
| 2011 | Německo        | Argentina      | 2–1      |
| 2012 | Srbsko         | Česko          | 3–0      |

## Tituly a finále podle státu
| Tituly | stát                   | vítěz (počet)                    | finalista (počet)                      |
| ------ | ---------------------- | -------------------------------- | -------------------------------------- |
| 5      | Německo                | 1989, 1994, 1998, 2005, 2011 (5) | 1993, 2006, 2009 (3)                   |
| 4      | Spojené státy americké | 1982, 1984, 1985, 1993 (4)       | 1987, 1988, 1990, 2010 (4)             |
| 4      | Argentina              | 1980, 2002, 2007, 2010 (4)       | 1989, 2005, 2011 (3)                   |
| 4      | Švédsko                | 1988, 1991, 1995, 2008 (4)       | 1986, 1999 (2)                         |
| 4      | Španělsko              | 1978, 1983, 1992, 1997 (4)       | 1994 (1)                               |
| 3      | Austrálie              | 1979, 1999, 2001 (3)             | 1978, 1981, 1982, 1983, 1997, 2004 (6) |
| 2      | Československo         | 1981, 1987 (2)                   | 1984, 1985 (2)                         |
| 2      | Chile                  | 2003, 2004 (2)                   |                                        |
| 2      | Srbsko                 | 2009, 2012 (2)                   |                                        |
| 1      | Jugoslávie             | 1990 (1)                         | 1991 (1)                               |
| 1      | Chorvatsko             | 2006 (1)                         | 1995 (1)                               |
| 1      | Francie                | 1986 (1)                         |                                        |
| 1      | Švýcarsko              | 1996 (1)                         |                                        |
| 1      | Slovensko              | 2000 (1)                         |                                        |
| 0      | Česko                  |                                  | 1992, 1996, 1998, 2003, 2007, 2012 (6) |
| 0      | Rusko                  |                                  | 2000, 2001, 2002, 2008 (4)             |
| 0      | Itálie                 |                                  | 1979, 1980 (2)                         |